# トップ オブ ザ ワールドな人たち
『トップ オブ ザ ワールドな人たち』（トップ オブ ザ ワールドなひとたち）は、小坂理絵による日本の漫画作品。「なかよし」（講談社）に1999年7月号から2000年2月号まで連載されていた。また、番外編1話が「なかよし」の増刊である、「なかよし はるやすみランド」に掲載された。

## あらすじ
内気で人見知りの礼弥。親友の2人以外とはほとんど交流せずにいたが、「必ず部活に入らなければならない」という校則のため、より人と交わらない華道部を選ぶ。しかし、入部届を出しに行く途中、屋上から飛んできた謎の鳥人にぶつかり、「責任を取れ!」と、親友共々怪しげなチャレンジ部に入部させられてしまう。

## チャレンジ部
世界一を目指す部活。ジャンルを問わず、できそうなことには何でもチャレンジする。
日々、ギ○ス（版権に関わるため、作中では愛称ネッシー）に載ることを目標に様々なことにチャレンジしている。
夏休みには山寺で一週間合宿をする。参加は強制ではないが、不参加者は、菫谷との連続キスに挑戦しなければならない。

## 登場人物

### 主要人物
香月 礼弥（こうづき あやみ）
内気な性格で、人見知りも激しく、チカと百合以外とはまともに話せない。
チャレンジ部に入部させられ、落ち込むが、部員の剣崎に一目惚れする。
近原 深雪（ちかはら みゆき）
あだ名は「チカ」。中学時代は、5つの運動部を掛け持ちし、その全てをベスト8に引っ張り上げ「運動部荒らし」と呼ばれた。人に妙なあだ名を付けるのが得意。
御子柴 百合（みこしば ゆり）
学年首席。「トップを目指す」という言葉に負け、入部を決意。
剣崎（けんざき）
2年生。父は顧問の剣崎。その父のスパルタ教育により、小学生の頃円周率の記憶で「ネッシー」に載ったことがあるが、翌年大差を付けられ更新されてしまった。

### その他
天根（あまね）
3年生。歌舞伎のようなメイクを施している。
チカによるあだ名は「カブキ先輩」。
菫谷（すみれたに）
3年生。オカマ。剣崎のことが好き。
チカによるあだ名は「スミレ先輩」。
速瀬（はやせ）
3年生。生徒会長にしてチャレンジ部部長。
入学式の祝辞で、「君たちの夢はカスみたいなものだ」とこき下ろし、百合の怒りを買う。
工藤（くどう）
2年生。板さん面。
道明寺（どうみょうじ）
2年生。屋上からお手製の羽根をつけて飛び降り、礼弥にぶつかった張本人。
チカによるあだ名は「トリ先輩」。
堀 貴彦（ほり たかひこ）
2年生。常に無表情。
チカによるあだ名は「堀ちゃん先輩」。
内田（うちだ）
1年生。夏の合宿では、空腹に耐え切れずにセミやクモを食べようとした。
チカによるあだ名は「うっぴぃ」。
長尾（ながお）
1年生。チカによるあだ名は「しょーなん」だが、本人は湘南とも神奈川県とも無関係。
剣崎（けんざき）
チャレンジ部顧問。部の創設者。
世界記録マニアで、自身も何度か「ネッシー」に載ったことがある。息子にも幼い頃から色々挑戦させてきた。

## 補足
1. ↑  ただし、この作品が連載されていた「なかよし」の版元の講談社も、一時期版権を持ってはいた。該当項目も参照。